# 尤寧鎮區 (密蘇里州克勞福德縣)
尤寧鎮區（英語：Union Township）是位於美國密蘇里州克勞福德縣的一個行政鎮區。

## 地方資料
尤寧鎮區的面積為282.46平方千米，當中陸地面積為282.19平方千米，而水域面積為0.27平方千米。根據2020年美國人口普查的數據，當地共有人口939人，而人口密度為每平方千米3.32人。